# NGC 4605
NGC 4605是位於星座大熊座方向上的一個螺旋星系。

## 外部連結
- WikiSky上关于NGC 4605的内容：DSS2, SDSS, GALEX, IRAS, 氢α, X射线, 天文照片, 天图, 文章和图片